# Echimys vieirai
Echimys vieirai é uma espécie de roedor da família Echimyidae.
É endêmica do Brasil, onde é encontrada nos estados do Pará e Amazonas. O nome da espécie é uma homenagem ao mastozoólogo Carlos Octaviano da Cunha Vieira, que foi curador da coleção de mamíferos do Museu de Zoologia.